# Sommerfugle
 "Sommerfugl" omdirigeres hertil. For andre betydninger af Sommerfugl, se Sommerfugl (flertydig).
Sommerfugle (Lepidoptera) er en orden blandt insekterne med to par skælklædte vinger og oftest en lang sugesnabel. Ordenen omfatter cirka 130 familier og i alt omtrent 150.000 arter, hvoraf hovedparten er natsommerfugle.
Dagsommerfuglene er velkendte, og mange arter har iøjnefaldende farver og mønstre på vingerne. Alle sommerfugle har en livscyklus med en fuldstændig forvandling, nemlig som æg, larve (kålorm), puppe og fuldt udviklet insekt (imago), der repræsenterer det kønsmodne stadium, hvis eneste opgave er parring og æglægning. Ordet lepidoptera kommer fra oldgræsk og betyder "skællede vinger".
Natsværmere og møl er også sommerfugle, selv om mange kun opfatter dagsommerfuglene som sommerfugle.

## Systematik
Sommerfuglene er en søstergruppe til vårfluerne (Trichoptera). Sammen danner de overfamilien Amphiesmenoptera. De mest primitive sommerfugle, urmøllene (Zeugloptera), har mange træk til fælles med guldsmede. For eksempel har de begge kæber.
Sommerfuglene er opdelt i en lang række forskellige familier, hvoraf mange også er repræsenteret i Danmark. Sommerfuglene er den næststørste orden blandt insekterne (den største er billerne). I alt er der cirka 150 000 arter inden for ordenen, hvoraf over 5 000 findes i Europa og 2 613 i Danmark. Ordenen Lepidoptera er opdelt i omkring 130 familier. Taksonomer lægger stor vægt på klassificeringen af, hvordan ribberne er arrangeret under skællene på en sommerfugls vinger. Dette kan ofte være svært at se, uden først at fjerne alle vingeskæl og derved ødelægge vingernes farvemønster.
Den gruppe, man oftest kommer til at tænke på i forbindelse med sommerfugle, hedder dagsommerfugle. De danner et lille undertræ, 20 000 arter, i midten af det store stamtræ af sommerfugle. De andre sommerfugle kaldes natsommerfugle eller møl, men det er ikke en naturlig gruppe, som stamtræet nedenfor viser. Stamtræet er baseret på molekylære data, dvs. fra analyse af DNA-sekvenser. Tidligere inddelte man sommerfugle baseret på ydre træk og levevis, der ikke nødvendigvis afspejler deres indbyrdes slægtskabsforhold. Eksempler er angivet i afsnittet Tidlig klassifikation længere nedenfor.
- Orden: Lepidoptera (Sommerfugle)

- Underorden: Zeugloptera (Urmøl)

- Overfamilie: Micropterigoidea

- Underorden: Aglossata

- Overfamilie: Agathiphagoidea

- Klade: Angiospermivora

- Underorden: Heterobathmiina

- Overfamilie: Heterobathmioidea

- Underorden: Glossata

- Klade: Heteroneura

- Overfamilie: Nepticuloidea
- Overfamilie: Adeloidea/Andesianoidea
- Overfamilie: Palaephatoidea/Tischerioidea

- Klade: Ditrysia

- Overfamilie: Tineoidea
- Overfamilie: Gracillarioidea/Yponomeutoidea

- Klade: Apoditrysia

- Overfamilie: Choreutoidea/Urodoidea
- Overfamilie: Immoidea/Tortricoidea (Viklere)
- Overfamilie: Sesioidea
- Overfamilie: Zygaenoidea (Køllesværmere)
- Overfamilie: Cossoidea

- Klade: Obtectomera

- Overfamilie: Papilionoidea (Egentlige dagsommerfugle)
- Overfamilie: Gelechioidea (Glassværmere)
- Overfamilie: Alucitoidea/Pterophoroidea (Fjermøl)
- Overfamilie: Calliduloidea/Thyridoidea (Spindere)
- Overfamilie: Pyraloidea (Halvmøl)
- Overfamilie: Mimallonoidea

- Klade: Macroheterocera

- Overfamilie: Drepanoidea
- Overfamilie: Noctuoidea (Ugler)
- Overfamilie: Geometroidea (Målere)
- Overfamilie: Lasiocampoidea
- Overfamilie: Bombycoidea (Egentlige spindere)

## Sommerfuglens anatomi
Sommerfugle har som alle insekter et modstandsdygtigt ydre skelet "hudskelet". Kroppen er opdelt i tre afsnit: hoved (cephalon), bryst (thorax) og bagkrop (abdomen).

### Hoved
Hovedet har store øjne, munddele, lange antenner (slanke eller kølleformede), der fungerer som lugteorgan, og en lang snabel, der anvendes som et sugerør. Snablen er rullet op som en urfjeder, når den ikke bruges. Snablen gemmes bag et par behårede, leddelte vedhæng, som hedder "palperne". Gennem snablen kan sommerfuglen opsuge flydende næring som blomsternektar, harpiks eller frugtsaft fra nedfaldne frugter. Sommerfuglen har i lighed med alle andre insekter sammensatte øjne, som er gode til at se bevægelser. De mest sky sommerfugle er derfor næsten umulige at nærme sig.

### Bryst
Brystet bærer som hos alle insekter tre par leddelte ben. Arter under takvingefamilien har reduceret forbenene så meget, at de kun ses som små stumper. De har derfor kun fire funktionsdygtige ben. Sommerfuglens fødder fungerer som vores tunge med smagssans.
Brystet bærer også to par vinger dækket af støvagtige skæl – kaldet sommerfuglestøv. Det har givet sommerfuglene deres latinske navn: Lepidoptera, der betyder "skæl-vinger". Insektvinger er stive, fordi bittesmå rør, kaldet "ribber", gør dem stivere. Hos alle dagsommerfugle danner vingernes ribber en ramme om et centralt vingefelt, kaldet "midtcellen", "diskalcellen" eller blot "cellen". Vingens tegningsmønster bruges til at skelne de enkelte arter fra hinanden. Af hensyn til beskrivelsen af de enkelte træk, inddeles vingen i forskellige felter, såsom roden, diskalen, postdiskalen og submarginalen.

### Bagkrop
Størstedelen af bagkroppen er udfyldt af tarmkanal og kønsorganer. Hunnens bagkrop er normalt større end hannens; hunnen er i det hele taget normalt størst af de to køn hos de fleste sommerfugle.

### Sommerfuglestøvet
Mange dagsommerfugle har smukke farver. Farverne på vingerne kan være pigmenter i skællene, eller de kan skyldes en særlig opbygning af skælvæggene, det vil sige, at de er "strukturfarver", der dannes ved lysets brydning i skællene – dette gælder især de metalliske farver.
Farvemønstrene kan camouflere sommerfuglen i hvilestilling, eller de kan virke afskrækkende over for dens fjender. Særligt øjepletterne er her et genialt træk, da de kan minde om øjnene på et langt større dyr – en ugle fx – hvilket giver sommerfuglen en chance, hvis en fugl 'forvirres' og tøver. Hvis en fugl alligevel forsøger at snappe sommerfuglen og sigter efter øjet, kan sommerfuglen ofte nøjes med et hak i vingen i stedet for at måtte lade livet. Et flot dansk eksempel på en dagsommerfugl med øjepletter er dagpåfugleøjen.
Farvemønstrene spiller også en rolle for genkendelse af han- og hunkøn. Mange dagsommerfugles hanner har striber eller pletter af særlige duftskæl, som afgiver feromoner, der tiltrækker hunner. Skællene sidder løst, og sommerfuglene mister dem efterhånden, så ældre eksemplarer ser temmelig brugte ud. Støvet er altså ikke, som mange tror, nødvendigt, for at sommerfuglen kan flyve.

## Stadier i en sommerfugls liv
Sommerfugle er insekter med en fuldstændig forvandling, hvor der ikke er nogen lighed mellem larven og det voksne individ. Forvandlingen sker i et puppestadium.
- Æg.
- Larve.
- Puppe.
- Imago (voksen sommerfugl).

### Æg
Sommerfugleæg består af en hård ydre skal med et voksagtigt lag, der forhindrer æg i at udtørre. Sommerfugleæg varierer meget i størrelse og form. Man kan derfor kende arterne fra hinanden alene ved at se på æggene, der skal dog af og til et mikroskop til for at se de små forskelle, f.eks. i ribber på æggene.

### Larve
Larverne er ædemaskiner med mange ben. De lever på og af blade og laver ikke meget andet end at æde. De forskellige arter af sommerfugle er tit knyttet til ganske bestemte arter af planter. Særligt brændenælde (stor nælde) er populær blandt sommerfugle, når der skal lægges æg. Mens larverne vokser sig større, skifter de hud flere gange, inden de går over til næste livsstadium: puppen.

### Puppe
Når larven har ædt tilstrækkeligt til at være udvokset, spinder den sig en puppe med en silketråd, som den selv producerer i bestemte kirtler. Inde i puppen begynder larven den store forvandling til den færdige sommerfugl.

### Imago (voksen sommerfugl)
Lige når den voksne sommerfugl kommer ud af puppen, kan den ikke flyve. Den skal først folde sine vinger ud. Dette sker, ved at sommerfuglen pumper blod ud i de fine ribber i vingerne og derefter lader vingerne tørre. Mens dette sker, er sommerfuglen meget udsat for at blive opdaget og ædt af rovdyr.
Nogle sommerfugle har kun en enkelt generation pr. sommer. Mange arter når flere generationer. Nogle sommerfugle overvintrer i Danmark i et af de fire stadier, mens andre arter, eksempelvis tidselsommerfuglen, kommer flyvende hertil hvert forår.

## Folklore
Sommerfuglene indgår i en lang række af sagn og betydninger i de gamle og nuværende kulturer.
I det gamle Grækenland var sommerfuglen den form, som sjælen fløj bort fra legemet i, når man døde. Det gamle græske symbol for sjælen var Psyche – en pige med sommerfuglevinger.
I Mexico har man i Tula (hovedstad for toltekerne) fundet en statue af en kriger med et billede af en sommerfugl på sin brystplade. Sommerfuglen menes her at have været et symbol for de toltekiske krigere, måske som et symbol for et kort, men herligt liv.
Generelt er der ud over i Mexico en lang række udsmykninger af sommerfugle i de tidligere civilisationers bygningsværker. Aztekerne (1200-1525) dyrkede også en sommerfuglegud.
I et gammelt sagn fra Irland, fortælles der om Etain, der blev forvandlet til en vandpyt af sin første kone, efter at han havde giftet sig med en anden kvinde. I vandpytten kom en larve til live og forvandlede sig til en smuk sommerfugl, der herefter blev beskyttet og vogtet af guderne.
I det gamle kinesiske eventyr om Zhu Yingtai og Liang Shanbo bliver begge de to hovedpersoner forenet som sommerfugle, efter at de døde af ulykkelig kærlighed.
Temaet med sommerfugle og ulykkelig kærlighed ses også i operaen Madame Butterfly af Puccini.
I malerkunsten i 1800-tallet var sommerfuglene inspiration til en lang række malerier, der viste dem som små feer med menneskelegemer og sommerfuglevinger.
Også i litteraturen indgår sommerfuglen som inspirationskilde. I Lewis Carolls eventyr om Alice i Eventyrland er det en piberygende larve, der fortæller Alice om det at ændre størrelse.

## Status i Danmark
I Danmark har sommerfuglene længe haft det svært, og mange arter er blevet sjældne i takt med at de små åndehuller i landskabet er forsvundet. Men siden 1990 er flere nye arter indvandret sydfra, måske som følge af varmere klima. Til de nyopdagede arter hører sydeuropæisk svalehale (Iphiclides podalirius), den sorthvide galathea (Melanargia galathea) og violet perlemorsommerfugl (Clossiana dia). Herudover er flere meget sjældne indvandrere fra øst blevet set igen efter at have været fraværende i mange år. Hertil hører arterne østlig perlemorsommerfugl (Agyronome laodice) og østlig takvinge (Nymphalis xanthomelas), der er blevet set i flere eksemplarer i Danmark i 2003. Østlig takvinge blev sidst set i Danmark i 1950'erne og østlig perlemorsommerfugl er kun fundet i to eksemplarer i Danmark tidligere.

## Tidlig klassifikation
Sommerfugle blev tidligere opdelt på flere forskellige måder. En opdeling var i dagsommerfugle og natsommerfugle (også kaldt natsværmere), mens en anden opdeling var i storsommerfugle (der bl.a. indbefatter dagsommerfuglene) og småsommerfugle. Natsommerfugle er i Danmark traditionelt blevet delt i ugler, målere og spindere. Andre navne på sommerfuglegrupper er f.eks. viklere, møl, halvmøl og fjermøl.

### Natsværmere
Natsommerfuglene, eller natsværmerne som de også kaldes, hører også til sommerfuglene. Faktisk findes der langt flere arter af natsværmere end dagsommerfugle. Natsværmernes farver er ikke så stærke, da de som nataktive dyr har større camouflagefordel af mørke, afdæmpede farver. Deres antenner er tæt besat med tværgående lameller med sanseceller. Dette er natsværmerens "næse". En natsværmer-hans sanseapparat kan registrere feromoner fra en hun, der er befinder sig op til 8 kilometer borte.

### Klassifikationssystemer
Sommerfugle har ikke et alment accepteret klassifikationssystem. Alt efter kilde vil der derfor være anvendt forskellige systemer og varierende sprogbrug. Enkelte sommerfuglearter har også haft flere forskellige videnskabelige navne.
Vær opmærksom på, at en lang række klassifikationssystemer vil være hypoteser, som ikke er blevet endeligt afprøvet ved strengt videnskabelige biologiske metoder.
Dagsommerfugle (Rhopalócera):
- Svalehaler (Papilionidae).
- Hvidvinger (Pieridae).
- Takvinger (Nymphalidae).
- Blåfugle (Lycaenidae).
- Metalvinger (Riodinidae).
- Bredpander (Hesperiidae).

Natsommerfugle (Heterócera):
- Acanthopteroctetidae.
- Acrolophidae.
- Adelidae.
- Agonoxenidae.
- Agaristidae.
- Mangefligede fjermøl (Alucitidae).
- Apatelodidae.
- Bjørnespindere (Arctiidae).
- Bedelliidae.
- Blastobasidae.

Silkesommerfugle (Bombycidae):
- Bucculatrigidae
- Carposinidae
- Choreutidae

Sækmøl (Coleophoridae):
- Copromorphidae.
- Glansmøl (Cosmopterigidae).
- Træborere (Cossidae).
- Ctenuchidae.
- Cycnodiidae.
- Dalceridae.
- Danaidae.
- Dioptidae.
- Doidae.
- Douglasiidae.
- Seglvinger (Drepanidae).
- Elachistidae.
- Epermeniidae.
- Epiplemidae.
- Epipyropidae.
- Ur-minérmøl (Eriocraniidae).
- Ethmiidae.
- Galacticidae.
- Gelechiidae.

Målere (Geometridae):
- Citronmåler (Opisthograptis luteolata).

- Glyphipterigidae.
- Gracillariidae.
- Heliconiidae.
- Heliodinidae.
- Heliozelidae.
- Rodædere (Hepialidae).
- Hyblaeidae.
- Langhornsmøl (Incurvariidae).
- Lacturidae.
- Ringspindere (Lasiocampidae).
- Lecithoceridae.
- Snudesommerfugle (Libytheidae).
- Sneglespindere (Limacodidae).
- Liparidae.
- Penselspindere (Lymantriidae).
- Lyonetiidae.
- Manidiidae.
- Megalopygidae.
- Megathymidae.
- Urmøl (Micropterigidae).
- Mimallonidae.
- Momphidae.
- Dværgmøl (Nepticulidae).

Ugler (Noctuidae):
- Nolidae.
- Tandspindere (Notodontidae).
- Oecophoridae.

Klistermøl (Endrosis sarcitrella):
- Oinophilidae.
- Olethreutidae.
- Opostegidae.
- Parnassiidae.
- Pericopidae.
- Phaloniidae.
- Plutellidae.
- Prodoxidae.
- Sækbærere (Psychidae).
- Fjermøl (Pterophoridae).

Halvmøl (Pyralidae):
- Pyromorphidae.
- "Natpåfugleøjer" (Saturniidae).
- Satyridae.
- Schreckensteiniidae.
- Scythrididae.
- Sematuridae.
- Glassværmere (Sesiidae).
- Aftensværmere (Sphingidae).
  - Dødningehoved (Acherontia atropos)
- Stenomidae.
- Symmocidae.
- Thyatiridae.
- Thyrididae.
- Tineidae.
- Tischeriidae.
- Viklere (Tortricidae).
- Uranider (Uraniidae).
- Urodidae.
- Walshiidae.
- Spindemøl (Yponomeutidae).
- Ypsolophidae.

Køllesværmere (Zygaenidae):
- Seksplettet køllesværmer (Zygaena filipendula).